# Elizabeth Anne Allen
Elizabeth Anne Allen (New York, 18 novembre 1970) è un'attrice statunitense.
Dopo il college si è trasferita a Hollywood, dove dal 1992 ha fatto cominciare la sua carriera artistica. Ha lavorato quasi esclusivamente recitando in serie televisive come Doogie Howser (Doogie Howser, M.D.), Silk Stalkings e Bull.
Fece il provino per il ruolo da protagonista nel telefilm Buffy l'ammazzavampiri: fu scartata, ma il creatore della serie Joss Whedon rimase impressionato da lei e le affidò la parte di Amy Madison.

## Filmografia

### Cinema
- Timemaster (Timemaster), regia di James Glickenhaus (1995)
- Vendetta in blu (Illegal in Blue), regia di Stu Segall (1995)
- Silent Lies (Silent Lies), regia di Peter Kiwitt (1996)
- Green Sails (Green Sails), regia di Whitney Ransick (2000)
- The Tower of Babble (The Tower of Babble), regia di Jeff Wadlow (2002)
- Bill the Intern (Bill the Intern), regia di William Lawrence Hess (2003)

### Televisione
- Doogie Howser (Doogie Howser, M.D.) – serie TV, 1 episodio (1992)
- Renegade (Renegade) – serie TV, 1 episodio (1996)
- Alta marea (High Tide) – serie TV, 1 episodio (1996)
- 2 poliziotti a Palm Beach (Silk Stalkings) – serie TV, 2 episodi (1994-1997)
- Buffy l'ammazzavampiri (Buffy the Vampire Slayer) – serie TV, 8 episodi (1997-2003)
- Then Came You (Then Came You) – serie TV, 1 episodio (2000)
- Bull (Bull) – serie TV, 11 episodi (2000-2001)
- In tribunale con Lynn (Family Law) – serie TV, 1 episodio (2002)
- JAG - Avvocati in divisa (JAG) – serie TV, 1 episodio (2004)
- Close to Home - Giustizia ad ogni costo (Close to Home) – serie TV, 1 episodio (2007)